# Aston Martin DB2/4
Aston Martin DB2/4 är en sportbil, tillverkad av den brittiska biltillverkaren Aston Martin mellan 1953 och 1957.
DB2/4 är en uppgradering av DB2 med modifierad kaross. Största förändringen var ett nytt bakparti med ett litet baksäte och en stor bagagerumslucka som även innefattade bakrutan. Möjligtvis världens första halvkombi. 1955 introducerades Mk II-modellen med större motor.
Bilen tillverkades i 764 exemplar.
Varianter:
| Modell      | Motor               | Cylindervolym | Effekt | Bränslesystem     |
| ----------- | ------------------- | ------------- | ------ | ----------------- |
| DB2/4       | 6-cyl radmotor dohc | 2580 cm³      | 125 hk | 2 st SU förgasare |
| DB2/4 Mk II | 6-cyl radmotor dohc | 2922 cm³      | 140 hk | 2 st SU förgasare |